# Трансформация на Хаусхолдер
Трансформацията на Хаусхолдер е линейно преобразование {\displaystyle \ H_{u}} на векторното пространство {\displaystyle \ V}, което представя отражението му спрямо хиперравнина, която преминава през началото на координатната система.
Предложено е в 1958 г. от американския математик Алстон Скот Хаусхолдер (Alston Scott Householder).
Използва се в линейната алгебра за QR декомпозиция на матрица.

## Дефиниции
Операторът на Хаусхолдер се задава с израза
{\displaystyle \ H_{u}(x)=x-2\langle x,u\rangle u}
където:
- u е нормален вектор към хиперравнина, която преминава през началото на координатната система
- с {\displaystyle \langle \cdot ,\cdot \rangle } е обозначено скаларното произведение в {\displaystyle \ V}

Матрицата на отражение на Хаусхолдер има вида:
{\displaystyle \ H=I-2uu^{\dagger }}

## Свойства
- Матрицата на Хаусхолдер е унитарна ермитова матрица: {\displaystyle \ H=H^{\dagger }.} В частност, ако елементите на матрицата са реални числа, матрицата на Хаусхолдер е ортогонална матрица {\displaystyle \ H^{-1}=H^{T}}.
- Матрицата на Хаусхолдер е инволюция: {\displaystyle \ H^{2}=I}.
- Трансформацията {\displaystyle \ H_{u}(x)} изобразява зададен вектор {\displaystyle \ x} във вектор {\displaystyle \ x-2\langle u,x\rangle u.}
- Трансформацията на Хаусхолдер има една собствена стойност равна на (-1), която съответства на собствен вектор {\displaystyle \ u,}, всички други собствени стойности са равни на (+1).
- Детерминантата на матрицата на Хаусхолдер е равна на (-1).